# Сога (селище)
Сога (рос. Сога) — селище в Пінезькому районі Архангельської області Російської Федерації.
Населення становить 326 осіб. Входить до складу муніципального утворення Междуреченське муніципальне утворення.

## Історія
Від 1937 року належить до Архангельської області.
Орган місцевого самоврядування від 2004 року — Междуреченське муніципальне утворення.

## Населення
| 2002 | 2010 | 2012 |
| ---- | ---- | ---- |
| 306  | ↘247 | ↗326 |